# Леман, Доминик Себастьян
Домини́к Себастья́н Лема́н (фр. Dominique Sébastien Léman, 1781—1829) — французский минералог и ботаник.

## Биография
Родился 30 декабря 1781 года в Неаполе во французской семье. В 1793 году семья, лишившись имущества, переехала во Францию. Учился в Колледже Жюийи, затем — в Париже, стал другом Ансельма Гаэтана Демаре.
Леман занимался изучением окаменелостей. В частности, ему принадлежит установление происхождения гирогонитов — известковых оболочек харовых водорослей. Свои статьи он писал главным образом в журнале Парижского филоматического общества, а также в «Словаре естественных наук», главным редактором которого он являлся.
Леман был членом Парижского филоматического общества (с 3 февраля 1816) и Лондонского геологического общества.
В 1828 году, после смерти матери, у Лемана начались серьёзные проблемы с памятью. 28 февраля (указывается также 16 февраля) 1829 года Доминик Себастьян Леман погиб от удара молнии.

## Некоторые виды, названные в честь Д. Лемана
- Festuca lemanii Bastard, 1809